# Revelação geral

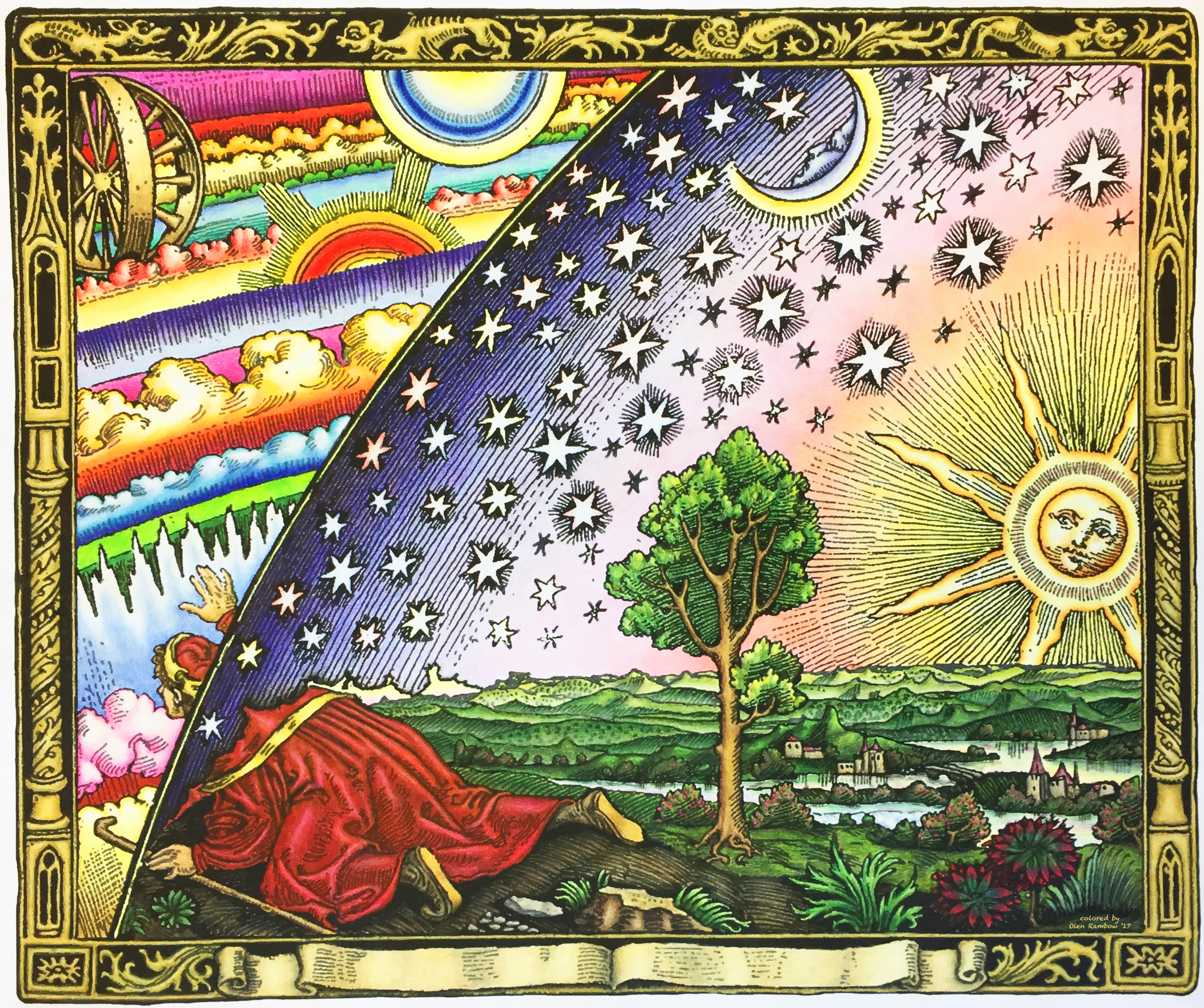
Criação de Deus

Revelação geral é a expressão da teologia cristã utilizada para designar a revelação de Deus a toda a humanidade através, especialmente, da obra da criação. Contrasta com a revelação especial, que se trata de Jesus Cristo e, em segundo nível, da Bíblia.